# قصيصة كردية
القصيصة الكردية (باللاتينية: Erysimum kurdicum) نوع نباتي عشبي ينتمي إلى جنس القصيصة من الفصيلة الصليبية.

## البيئة والانتشار
موطنها العراق وإيران.